# فلويد مايويذر جونيور
فلويد مايوذر، الابن (بالإنجليزية: Floyd Mayweather)‏ ولد 24 شباط 1977 م في ميشيغان، الولايات المتحدة، هو ملاكم أمريكي محترف يصنف ضمن فئة وزن خفيف المتوسط. حقق بطولة المجلس العالمي للملاكمة وبطولة الاتحاد الدولي للملاكمة. شارك في دورة الألعاب الأولمبية الصيفية. ولم يهزم في أي نزال في مسيرته الاحترافية إلى ان أعلن اعتزاله عام 2015 ويصنف من أفضل الملاكمين في التاريخ والأفضل في وقته

## إحصائيات

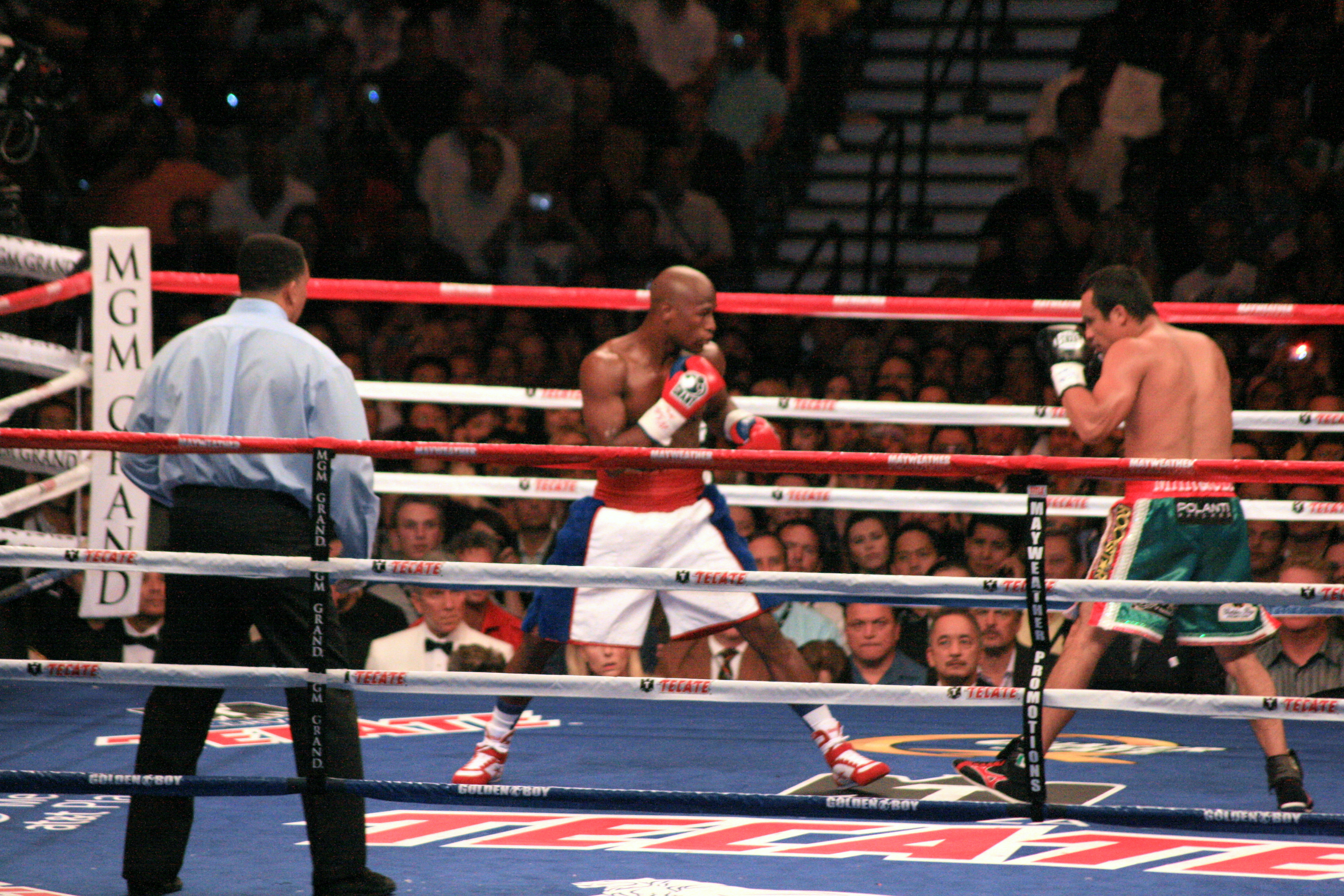
في احدى مبارياته، بارادايس (نيفادا)،2009

خاض خلال مسيرته 50 نزالا، فاز في 50 وتعادل في 0 وخسر في 0. فاز بالضربة القاضية في 27 نزالا.

## نشأته
رياضة الملاكمة كانت جزءً في حياة مايوذر منذ ولادته. عندما كان أقرانه يلعبون ألعاب الكرة مثل القاعدة وقدم، كان يسدد الضربات ويمارس الملاكمة ولم يأخذ بعين الاعتبار أي رياضة أخرى. قال مايوذر "أعتقد أن جدتي هي أول من رأت إمكانياتي. عندما كنت يافعًا أخبرتها أنني أحتاج إلى وظيفة وقالت "لا عليك بمواصلة الملاكمة".
«عندما كنت في الثامنة من عمري، عشت في نيو جيرسي مع أمي وسبعة من أشقائي في غرفة واحدة. وأحيانًا لم نحصل حتى على الكهرباء». «عندما يرى الناس ما أملك الآن، لا يملكون أدنى فكرة عن نشأتي وقلة ما أملك أثناء تربيتي».
ولد مايوذر في غراند رابيدز في عائلة مليئة بالملاكمين. والده فلوريد مايوذر الأب كان متحديًا على بطولة العالم وواجه الملاكم الأسطورة راي ليونارد وعماه جيف مايوذر ورودجر مايوذر كانا ملاكمين محترفين. عمه رودجر هو من يقوم بواجبات تدريب ابن اخيه حاليًا.
لم يكن من النادر على فلويد الصغير ان يعود من المدرسة ليجد بقايا إبر مخدرات مستعملة في فناء منزلهم. وإن لم يكن هذا كافيًا، كانت والدة فلويد مدمنة على المخدرات وتوفيت عمته بعد اصابتها بمرض الايدز بسبب تعاطيها المخدرات. «الناس لا يعلمون عن الحجيم الذي كنت اعيشه» قال مايوذر عن بداية حياته.
منذ أن كان صبيًا صغيرًا، كان الوقت الوحيد الذي يمضيه مع والده في نادي الملاكمة ليدربه ويصقل مهاراته، قال مايوذر عن هذا «لم يكن هناك أي وقت مارسنا فيه نشاطات الاب مع ابنه، الذهاب للحديقة، مشاهدة الأفلام أو حتى شراء المثلجات. طول هذا الوقت اعتقد انه يحب اختي الغير شقيقة أكثر مني حيث كان يضربني كثيرًا ولم يضربها قط».
فلويد مايوذر الأب قال ان ابنه يشوه الحقيقة حول بداية علاقتهما.

## مسيرة الهواة والأولمبياد
أنهى مايوذر مسيرة الهواة برصيد قدره 84 انتصارًا مقابل 6 هزائم وفاز بلقب (القفازات الذهبية) في الأوزان التالية
- وزن 48 كيلوغرام في 1993
- وزن 51.7 في 1994
- وزن 56.9 في 1996

لُقِّبَ مايوذر بلقب (Pretty Boy أي الصبي الجميل) من قبل زملاءه في فريق الهواة، وسبب هذا اللقب أنه كان يخرج من النزالات بوجه نظيف وعلامات قليلة والفضل لهذا يعود إلى قدراته الدفاعية الفذة التي تلقنها من والده وعمه رودجر. يُعرف مايوذر باستخدامه الرائع لتقنية الـ shoulder roll هذه حركة قديمة حيث يضع الملاكم يده اليمنى عالية لتحمي وجهه، ويضع ساعده الأيسر على جذعه ويغطي فكه بكتفه الأيسر (حماية الفك تعتبر من أهم المهارات في الملاكمة). في سنة 1996 حاز مايوذر على الميدالية البرونزية حين وصل إلى نصف النهائيات في دوري وزن الريشة (57 كلغ).

## مسيرته الاحترافية

### وزن ما فوق الريشة
خاض مايوذر أول نزال احترافي له في الحادي عشر من أكتوبر سنة 1996 ضد ملاكم آخر جديد اسمه روبيرتو آبوداكا، انتصر مايوذر في الجولة الثانية بالضربة القاضية. كان مدرب مايوذر في ذاك الوقت عمه رودجر وذلك لان والده كان ما يزال خلف القضبان بعد أن تم إدانته بتبادل غير شرعي للمخدرات في سنة 1993. أعاد والد مايوذر واجباته كمدرب إبنه بعد أن أُطلِق سراحه من السجن بعد نزال فلويد الرابع عشر الذي انتصر فيه بالضربة القاضية في الجولة الثانية على سام قيرارد. في الفترة من سنة 1996 حتى 1998 انتصر مايوذر في جميع نزالاته معظمها بالإيقاف (أي الضربة القاضية أو الضربة القاضية الفنية). منذ بداية مسيرته الاحترافية تلقى مايوذر الكثير من المدح من قبل عشاق الملاكمة في الأرض قاطبة وركز الإعلام عليه بسبب كونه نجم مترقب.
في خلال نزاله مع توني دوران، قال عنه المعلقين في قناة ESPN انه من القلة الذين يملكون موهبة رائعة، وتوقعوا انه سيفوز بألقاب عالمية سيكون أفضل ملاكم في التاريخ.

#### مايوذر ضد هرناندز
في سنة 1998 بعد سنتين من دخوله إلى المراتب الاحترافية فاز مايوذر بشكل حاسم على لقب المجلس العالمي للملاكمة (WBC) في وزن ما فوق الريشة (58.2 كلغ) بالضربة القاضية الفنية على حامل اللقب السابق جينارو هرناندز (الذي كان يحتل مرتبة الملاكم الأول في هذا الوزن). حصلت الضربة القاضية الفنية بعد أن قام مدرب هرناندز بإيقاف النزل في الزاوية بعد انتهاء الجولة الثامنة وكانت هذا أول هزيمة لهرناندز في وزن ما فوق الريشة. «لقد هزمني، يمتلك السرعة والذكاء. كنت أعلم عن سرعته، أكن له كل الاحترام إنه بطل حقيقي».
بهذا الانتصار، صار مايوذر البطل الحقيقي في وزن ما فوق الريشة حيث أنه هزم هرناندز الذي هزم سابقًا أزوما نلسون الذي سيطر على هذا الوزن لمدة طويلة. إضافةً إلى هذا، كان مايوذر الأول من متخرجين اولمبياد 1996 ليحصل على بطولة عالمية. بعد هذا الانتصار قال مروج النزالات الشهير بوب آريم «نحن نعتقد في قلوبنا أن فلويد مايوذر سيكون خليفة خط مكون من أبطال عظماء، بدأ بـ راي روبنسون امتد إلى محمد علي ثم راي ليونارد، نحن نعتقد أن مايوذر يلخص هذا الأسلوب في طريقة لعبه.»
قام مايوذر بأول دفاع عن بطولته ضد المتحدي الأول اينجل مانفريدي وسيطر عليه بالضربة القاضية الفنية في الجولة الثانية، وكانت هذه أول هزيمة لـ مانفريدي من اربع أعوام.
في نهاية العام 1998، كان مايوذر يصنف من قبل مجلة الحلبة THE RING MAGAZINE على انه ثامن أفضل ملاكم في العالم على جميع الأوزان. وكان أصغر ملاكم ليحصل على جائزة أفضل ملاكم في السنة بعمر الواحد والعشرين. في العام 1999 واصل مايوذر سيطرته المرعبة على وزن ما فوق الوسط ودافع عن لقبه ثلاث مرات. دفاعه الثاني كان ضد الأرجنتيني كارلوس ريوس، فاز مايوذر بقرار إجماع القضاة وسجل القضاة النزال 110-120، 108-119، 109-120 كان هذا أول نزال لـ مايوذر يطوف الجولة الثامنة. أما عن دفاعه الثالث، فقد كان ضد جستن جنكو وفاز بالضربة القاضية في الجولة التاسعة. وفي نهاية سلطته على الوزن دافع مايوذر ضد كارلوس قيرينا وفاز بعد أن اعتزل قيرينا على كرسيه بعد نهاية الجولة السابعة. قال مايوذر بعد النزال «أريد أن أري العالم أنني أستطيع أن انظم إلى الأفضل في العالم مع أوسكار دي لا هويا وروي جونز جونيور أنا أفضل ملاكم في العالم». لاحظ العالم هذه السيطرة وتم تصنيفه على أنه ثاني أفضل ملاكم في العالم بعد روي جونز جونيور.
في بداية العام 2000 قبل دفاعه الخامس عن اللقب، قام مايوذر بطرد والده كمدير أعماله، ووظف جيمس برينس. وفي دفاعه الخامس، واجه وهزم بقرار إجماع القضاة بطل المجلس العالمي السابق جيرجيريو فاركيس. بعد النزل بأشهر، اشتعلت العداوة بين الابن ووالده حيث قام الابن بطرد والده كمدربه وفي مقابلة في 2004 قال مايوذر أنه يحب والده ولكنه تواصله وتدريبه مع عمه رودجر أفضل بالنسبة له.

#### مايوذر ضد كورلايس
في أحد النزالات الذين ساعدوا على بناء وتعريف مسيرته مايوذر الاحترافية، واجه الأخير الملاكم القوي وبطل الاتحاد العالمي للملاكمة (IBF) السابق في وزن ما فوق الريشة دييغو كوراليس (يحمل سجل احترافي 33 انتصار بلا هزائم 27 انتصار بالضربة القاضية). دخل الملاكمين إلى النزال غير مهزومين ولم يتم إسقاط أيٍ منهما. كان يصنف مايوذر على أنه ثاني أفضل ملاكم في وزن ما فوق الريشة والملاكم السابع على العالم. حينما كان كوراليس الملاكم الأول في وزن ما قبل الريشة والملاكم الخامس على مستوى العالم. قبل إعلان النزال، صرح مايوذر على أنه يريد أن يدخل الحلبة مع كوراليس الذي كان يواجه تهم تزعم أنه اعتدى جسديًا على زوجة الحامل. «أريد أن اوجه دييغو كوراليس لجميع النساء مهضمومات الحقوق حوالي الولايات المتحدة الأمريكية، سوف اعتدى عليه كما اعتدى على الامرأة». بالرغم على أن الملاكمين كانو بنفس العمر، 23 عامًا، تمتع كوراليس بالكثير من الأفضليات الجسدية حيث كان أطول بـ 5 سنتيميترات ومدى ذراعه أطول بـسنتمترين ونصف. في عملية الوزن، سجل الاثنان وزن 58.9 كيلوغرام (130 رطل) ولكن في يوم النزل دخل كوراليس الحلبة بوزن غير رسمي 66 كيلوغرام (146 رطل) ومايوذر 61.9 كيلوغرام (136.5 رطل). خلال النزال، سيطر مايوذر وفاز بجيمع الجولات وتمكن من إسقاط كوراليس خمس مرات (ثلاث مرات في الجولة السابعة ومرتين في العاشرة) وبعد الإسقاط الخامس اقتحم مدرب كوراليس الحلبة وأوقف النزال. أثبت هذا مرتبة مايوذر على أنه أفصل الملاكمين في العالم.
سدد كوراليس خلال النزال 205 لكمات وأصاب منها 60 لكمة، ولم يستطع من الإصابة بأكثر من تسع لكمات في أي جولة. سدد مايوذر 414 لكمة وأصاب منها بـ 220. لم يستطع كوراليس تسديد أي لكمة مباشرة بالرغم من محاولاته في مطاردة مايوذر على الحلبة في الجولات الأولى. بعد النزال قال مروج النزالات بوب أريم أن مايويذر أفضل من الملاكم العظيم راي ليونارد.
في السادس والعشرون من مايو 2001، خاض مايوذر نزالاً في مسقط رأسه مدينة غراند رابيد، ميشيغان وفاز بسهولة عن طريق إجماع القضاة ضد كارلوس هرناندز ليحافظ على بطولة مجلس الملاكمة العالمي لوزن ما فوق الريشة. قال مايوذر ان هذا النزال كان أصعب نزال خاضه في مسيرته الاحترافية حيث عانى من اصابة في كلتا يديه ليحسن رصيده الاحترافي إلى 26 انتصار بدون هزائم. كما قال أنه كان يشعر بخيبة أمل في أداءه حيث تم إسقاطه لأول مرة في مسيرته الاحترافية عندما أُصيب بلكمة يسارية جانبية في الجولة السادسة.
خاض مايوذر آخر نزال له في وزن ما فوق الريشة ضد خسوس تشافيز الذي دخل الحلبة بواحد وثلاثين انتصارًا متتاليًا. كان هذا يعتبر دفاع مايوذر الثامن عن لقبه الذي حافظ عليه لاكثر من ثلاث أعوام. فاز مايوذر بالنزال عندما اعتزل تشافيز في الزاوية بعد نهاية الجولة التاسعة. واجه مايوذر صعوبات شديدة في الوصول إلى الوزن المطلوب في هذا النزال وقيل أنه لم يأكل لأربعة أيام قبل عملية الوزن. في نهاية العام 2001 كان مايوذر لا يزال يصنف على أنه الملاكم الأول في وزن فوق الريشة والملاكم الخامس في جميع الأوزان.

### الوزن الخفيف

#### مايوذر ضد كاستيلو للمرة الأولى
في نزاله الأول للوزن الخفيف، واجه مايوذر بطل المجلس العالمي للملاكة WBC والملاكم الأول في الوزن خوسيه لويس كاستيلو José Luis Castillo. بالرغم أن كلا الملاكمين وزنا بشكل رسمي في الحد الأقصى للوزن الخفيف 61 كلغ (135 رطل) دخل مايوذر الحلبة بوزن غير رسمي 62.8 كلغ (138.5 رطل) مقابل وزن كاستيلو 66.9 كلغ (147.5 رطل) مما يعني أن كاستيلو دخل الحلبة بأفضلية 4 كيلوغرامات.
انتصر مايوذر في النزال واستحوذ على بطولة المجلس العالمي للملاكمة وبطولة مجلة THE RING بقرار إجماع القضاة في مدينة لاس فيغاس أمام ناظر جماهير قدرهم 6920. كان السجل النهائي للقضاة 111-115، 111-115 و 111-116. بسبب سرعة مايوذر وقدراته الدفاعية الهائلة لم يستطع كاستيلو ان يضع يديه على مايوذر في الجولة الأولى، حيث سدد 27 لكمة أصاب منها بثلاث فقط. بعد ثوانٍ من بداية الجولة الثانية، تمكن مايوذر من إسقاط كاستيلو ولكن الحكم احتسب الإسقاط على أنه مجرد انزلاق ولم يعطي كاستيلو العد للثمانية. قام حكم النزال بإقصاء نقطة من كاستيلو لان وجه ضربة إلى مايوذر بعد تفريقهما في الجولة الثانية بعد عدة انذرات. لم يكتف الحكم بهذا، بل قام بإقصاء نقطة من مايوذر في الجولة التاسعة بسبب استخدامه لمرفيقه (حركة غير قانونية).

#### مايوذر ضد كاستيلو للمرة الثانية
بسبب المنافسة الشديدة في النزال الأول، وافق مايوذر على إعطاء كاستيلو مباراة ثأر فورية في السابع من ديسمبر 2002. للمرة الثانية دخل كاستيلو مع أفضلية في الوزن 66.9 كلغ ومايوذر 62.8 كلغ. سار النزال الثاني بشكل أسهل لمايوذر حيث فاز مرة أخرى بقرار إجماع القضاة ولكن بدون أي إسقاط هذه المرة.

#### نزالات أخرى في الوزن الخفيف
في التاسع عشر من أبريل سنة 2003، دافع مايوذر عن لقب المجلس العالمي للملاكمة في الوزن الخفيف بسيطرة قرار إجماع القضاة ضد دومنيكان فيكتوريانو سوسا Dominican Victoriano Sosa حسن مايوذر رصيده الاحترافي إلى 30 انتصار بدون هزائم وفاز بجيمع الجولات الإثنا عشر. جاء نزال مايوذر التالي في الأول من نوفمبر سنة 2003 في مسقط رأسه مدينة غراند رابيدز ضد فيليب نودو Phillip Nodu الذي دخل برصيد 31 انتصار مقابل هزيمة واحدة (30 انتصار بالضربة القاضية). مرة أخرى سيطر مايوذر على النزال بشكل تام وأسقط خصمه في الجولة السابعة واجبر الحكم على إيقاف النزال وإعطاء مايوذر الفوز بالضربة القاضية الفنية TKO. في نهاية العام 2003 كان مايوذر لا يزال يصنف على أنه بطل مجلة The Ring والملاكم الخامس على مستوى العالم.

### الوزن ما قبل الوسط الخفيف
على عمر يناهز السابع والعشرون عامًا، خاض مايوذر أول نزال له في وزن ما قبل الوسط الخفيف (63.5 كلغ) وسيطر سيطرة تامة على حامل اللقب السابق ديماركس كورلي DeMarcus Corley، وأسقطه مرة في الجولة الثامنة وأخرى في الجولة العاشرة ليفوز بقرار إجماع القضاة. كان هذا النزال يعتبر كطريقة لإقصاء المنافسين وإعطاء المنتصر فرصة على بطولة مجلس الملاكمة العالمي (حامل اللقب آرتورو قاتي Arturo Gatti). وصف مدرب كورلي، دون تيرنر مايوذر على أن أسلوبه في الملاكمة كأسلوب الساحر بالطريقة التي يسدد لكماته ويتجنب لكمات خصمه. في الثاني والعشرون من يناير سنة 2005 واجه مايوذر هنري بروسلس Henry Bruseles في مباراة للحصول على فرصة للتحدي على بطولة المجلس العالمي للملاكمة. مرة أخرى سيطر مايوذر سيطرة تامة على النزال في أول سبع جولات وأسقط خصمه مرتان في الجولة الثامنة وحصل على الفوز بالإيقاف. حان الآن وقت مايوذر ليتحدى بطل المجلس العالمي للملاكمة في هذا الوزن.

#### مايوذر ضد قاتي
وقع هذا النزال المشوق في الخامس والعشرون من يونيو 2005 في مدينة أتلانتك ستي، نيو جيرسي. وكانت الجماهير تشجع قاتي بشدة ولكن هذا لم يزعزع ثقة مايوذر. بسبب سرعة مايوذر الهائلة وقدرته الدفاعية الخارقة سيطر على النزال سيطرة تامة وتمكن من إسقاط قاتي وبعد انتهاء الجولة السادسة تم ايقاف النزال في ركن قاتي. في المقابلة بعد النزال أثنى مايوذربـ 168 لكمة حينما أُصيبِ بـ 9 لكمة فقط. كان هذا آخر نزال لمايوذر في هذا الوزن حيث رحل مايوذر عنه في المرتبة الأولى عالميًا.

## مواقفه السياسية

### إسرائيل وفلسطين
كان فلويد مايويذر جونيور من بين الأشخاص الذين قدموا دعمهم لإسرائيل على خلفيه الحرب الفلسطينية الإسرائيلية حيث تكررت زيارته إلى إسرائيل منذ بدء حرب غزة، بما في ذلك إرسال طائرته الخاصة إلى إسرائيل محملة بالإمدادات من خارج إسرائيل تضم المعدات الطبية والطعام والسترات الواقية من الرصاص لجنود جيش الدفاع الإسرائيلي. واصفاً جنود جيش الدفاع الإسرائيلي الجرحى بـ "المحاربين الشجعان والأبطال الحقيقيين" خلال رحلة تضامنية. وفي المقابل وصف حركة حماس. جماعة إرهابية التي لا تمثل الشعب الفلسطيني بل هي تهاجم أرواح الأبرياء.

## روابط خارجية
- فلويد مايويذر جونيور على موقع IMDb (الإنجليزية)
- فلويد مايويذر جونيور على موقع الموسوعة البريطانية (الإنجليزية)
- فلويد مايويذر جونيور على موقع ميوزك برينز (الإنجليزية)
- فلويد مايويذر جونيور على موقع إن إن دي بي (الإنجليزية)
- فلويد مايويذر جونيور على موقع ديسكوغز (الإنجليزية)
- فلويد مايويذر جونيور على موقع قاعدة بيانات الفيلم (الإنجليزية)
- فلويد مايويذر جونيور على موقع بوكس ريك (الإنجليزية) (registration required)
- فلويد مايويذر جونيور على موقع Tapology.com (الإنجليزية)
- فلويد مايويذر جونيور على موقع CageMatch worker (الإنجليزية)
- فلويد مايويذر جونيور على موقع قاعدة بيانات المصارعة على الإنترنت (الإنجليزية)
- فلويد مايويذر جونيور على موقع أوليمبيديا (الإنجليزية)

- سجل الملاكمة لـ فلويد مايويذر جونيور من بوكس ريك